# Viliamu Vaofanua
Viliamu Vaofanua (22 ottobre 1987) è un calciatore samoano americano, di ruolo centrocampista.